# بروتين الريبوسوم L17
بروتين الريبوسوم L17 (بالإنجليزية: Ribosomal Protein L17)‏ (RPL17) هوَ بروتين يُشَفر بواسطة جين RPL17 في الإنسان. الريبوسومات هي العضيات التي تحفز تخليق البروتين، تتكون من وحدة فرعية صغيرة 40S ووحدة فرعية كبيرة 60S. تتكون هذه الوحدات الفرعية معًا من 4 أنواع من رنا RNA وحوالي 80 بروتينًا مميزًا من الناحية الهيكلية. ويعد أحد مكونات الوحدة الكبرى 60S للريبوسوم والذي يلعب دورًا مهمًا في الترجمة في عملية الاصطناع الحيوي للبروتين (التي تشكل جزءا من عملية التعبير الجيني).

## الأهمية السريرية
وجد أن يتصرف جين مضاد للورم حيث يعمل على تثبيط نمو العضلات الوعائية الملساء مما يساعد على الحد من السماكة الوسطانية الباطنة (وهي مقياس لسماكة الغلالة الباطنة والغلالة الوسطانية، وهما الطبقتان الأعمق في جدار الشريان) مما قد يساعد على الحماية من الأمراض القلبية الوعائية، ويحفز من نمو الخلايا في سرطان القولون.

## روابط خارجية
- بروتين الريبوسوم L17 في نظام فهرسة المواضيع الطبية (MeSH) للمكتبة الوطنية الأمريكية للطب.
- نظرة شاملة على جميع المعلومات الهيكلية المتاحة في بنك بيانات البروتينات (PDB) لـقاعدة البيانات يونيبروت (UniProt): P18621 (بروتين الريبوسوم L17) في بنك بيانات البروتين في أوروبا (PDBe-KB).